# I, Claudius
Pour plus de détails, voir Fiche technique et Distribution.
I, Claudius est un film britannique réalisé par Josef von Sternberg, tourné en 1937, inachevé et jamais sorti.

## Synopsis
Produit par Alexander Korda et interprété par Charles Laughton (Claudius), Merle Oberon (Messaline), Emlyn Williams (Caligula) et Flora Robson (Livia Orestilla) le film raconte la discrète montée au pouvoir du futur empereur Claudius, à la fin du règne sanglant de son neveu Caligula, d'après une partie de la biographie romancée éponyme de Robert Graves parue en 1934. 

## Fiche technique
- Titre : I, Claudius
- Réalisation :	Josef von Sternberg
- Scénario : Norman Krasna
- Photographie : Georges Périnal
- Montage :
- Musique : Arthur Bliss
- Direction artistique :
- Costumes : John Armstrong
- Producteur :	Alexander Korda
- Société de production : London Film Productions
- Pays d'origine :  Royaume-Uni
- Langue : Anglais
- Format : Noir et blanc — 35 mm — 1,37:1 — Son : Mono
- Genre : Drame, historique et biopic

## Distribution
- Charles Laughton : Claudius
- Merle Oberon : Messaline
- Emlyn Williams : Caligula
- Flora Robson : Livia Orestilla
- Allan Aynesworth : Decimus Valerius Asiaticus, sénateur
- Robert Newton : Cassius
- John Clements : Valente
- Leonora Corbett : Cæsonia Milonia
- Roy Emerton : Octavius
- Gina Evans : Une vestale
- Frank Forbes-Robertson : Lupus, capitaine de la garde
- Basil Gill : Xenophon, médecin de Claudius
- Morland Graham : Halotus, maître de la maison de Livia
- Everley Gregg : Domita, mère de Messaline

## Contexte
En 1935, Sternberg, malgré la série triomphante de ses sept films mythiques avec Marlène Dietrich entre 1930 et 1935, décide de quitter Hollywood et ses dictats en 1936, après deux échecs. Alexander Korda lui propose de réaliser un film sur l'ascension du futur empereur romain Claudius, malgré sa réputation de réalisateur difficile. Mais ses rapports avec Korda, producteur prolixe et exigeant s'annoncent tendus, d'autant que ce dernier est aussi réalisateur. Ce dernier lui impose un co-scénariste, Lajos Biro, ainsi que la distribution avec, en tête d’affiche, Charles Laughton, avec qui il vient de faire La vie privée d'Henry VIII et  Rembrandt, et des comédiens anglais.
Malgré cela, Sternberg accepte tout, car le sujet le passionne. Pendant le tournage, la tension monte, Sternberg ne supporte ni le cabotinage de Laughton (notamment quand il n’arrive pas à bégayer comme le rôle l’imposait), ni la surveillance pointilleuse de Korda, aussi despote et interventionniste que lui-même. Cela ne pouvait que mal finir. Après moins d’un mois de tournage tendu, l’accident de voiture de Merle Oberon met un terme brutal brutal et définitif au film.
Dans un documentaire, L'épopée qui jamais n'exista : Moi Claudius, réalisé par la BBC en 1965, on put découvrir les scènes flamboyantes tournées et montées, dans le plus pur style de son auteur.